# Vladimir Egorov (lutte)
 (décembre 2023).
Si vous disposez d'ouvrages ou d'articles de référence ou si vous connaissez des sites web de qualité traitant du thème abordé ici, merci de compléter l'article en donnant les références utiles à sa vérifiabilité et en les liant à la section « Notes et références ».
Vladimir Egorov (en macédonien : Владимир Егоров), né le 27 juin 1995, est un lutteur libre macédonien.

## Carrière
Vladimir Egorov est médaillé de bronze des moins de 57 kg aux Championnats d'Europe de lutte 2019 à Bucarest.
Il devient le premier Macédonien à remporter une médaille d'or aux Championnats d'Europe de lutte depuis 1999, s'imposant en finale des moins de 57 kg en 2022 à Budapest.
Il est médaillé de bronze dans la catégorie des moins de 65 kg aux Jeux méditerranéens de 2022 à Oran.